# Asymbolus galacticus
Asymbolus galacticus  (лат.) — один из видов рода австралийских пятнистых кошачьих акул (Asymbolus), семейство кошачьих акул (Scyliorhinidae).

## Ареал
Это глубоководный вид, обитающий в водах южной части Новой Каледонии на склонах подводных гор глубиной от 235 до 550 м.

## Описание
Это небольшая акула с тонким телом. Её спина покрыта перемежающимися молочно-белыми и ржаво-коричневыми пятнами, брюхо светлое. У зубов имеют 3—5 острых выступа. Средний выступ самый крупный.

## Биология
Достигает длины 47,7 см. У самцов половая зрелость наступает при достижении длины 44 см. Эти акулы размножаются, откладывая яйца.

## Взаимодействие с человеком
Вид известен по нескольким образцам, полученным в ходе исследований. Как правило, глубоководные кошачьи акулы попадают в качестве прилова в глубоководные сети, однако в местах обитания Asymbolus galacticus глубоководная рыбная ловля не ведётся. Международный союз охраны природы оценил статус сохранности данного вида как «Вызывающий наименьшие опасения».